# Tinodes powelli
Tinodes powelli là một loài Trichoptera trong họ Psychomyiidae. Chúng phân bố ở miền Tân bắc.